# Oberbierenbach
Oberbierenbach ist ein Ortsteil von Nümbrecht im Oberbergischen Kreis im südlichen Nordrhein-Westfalen innerhalb des Regierungsbezirks Köln.

## Lage und Beschreibung
Der Ort liegt zwischen Wiehl im Norden und Gaderoth im Süden. Der Ort liegt in Luftlinie rund 4 km nordöstlich vom Ortszentrum von Nümbrecht entfernt.

## Geschichte

### Erstnennung
Der Ort Oberbierenbach (Oberbergischer Kreis) wird erstmals als "Berenbach" 1131 erwähnt, als Papst Innozenz II. den dortigen Hof im Eigentum des Bonner Kassiusstiftes bestätigte. Auch 1447 wurde der Ort urkundlich genannt und zwar in einer „Rechnung des Rentmeisters Joh. van Flamersfelt.“

## Persönlichkeiten
- Ludwig Feldgen (1849–1929), Baumeister, Bauunternehmer und Ziegeleibesitzer in Wuppertal